# AirMax SeaMax
Die SeaMax ist ein ultraleichtes Amphibienflugzeug des brasilianischen Herstellers AirMax Construcoes Aeronauticas Ltda.

## Geschichte und Konstruktion
Die SeaMax wurde 1999 entwickelt und flog erstmals im Jahre 2000. Die Maschine besteht fast vollständig aus Verbundwerkstoffen und Metallkomponenten und ist als abgestrebter Schulterdecker ausgelegt. Unter den Tragflächen befinden sich die seitlichen Stützschwimmer. In den bootsförmigen Rumpf kann ein Bugradfahrwerk eingezogen werden. Das Flugzeug verfügt mittig über einen über dem Rumpf montierten Rotax 912 U mit 75 kW, der einen Druckpropeller antreibt. Pilot und Passagier sitzen nebeneinander unter einer einteiligen Cockpithaube.

## Technische Daten

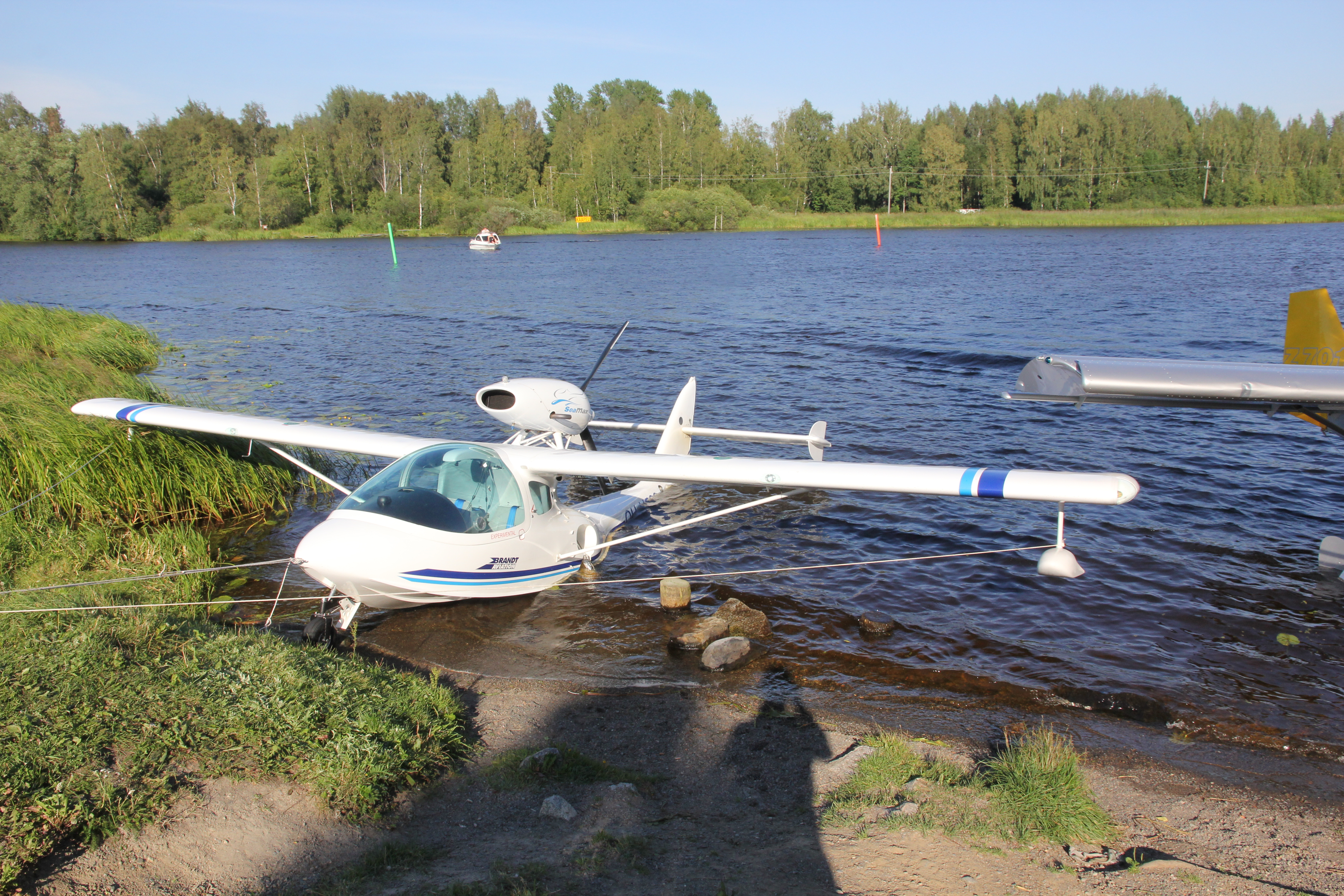
SeaMax am Ufer

| Kenngröße             | Daten                     |
| --------------------- | ------------------------- |
| Besatzung             | 1                         |
| Passagiere            | 1                         |
| Länge                 | 9,4 m                     |
| Spannweite            | 10,08 m                   |
| Höhe                  | 1,9 m                     |
| Flügelfläche          | 12, m²                    |
| Leermasse             | 300 kg                    |
| max. Startmasse       | 600 kg                    |
| Reisegeschwindigkeit  | 185 km/h                  |
| Höchstgeschwindigkeit | 209 km/h                  |
| Dienstgipfelhöhe      | ?                         |
| Reichweite            | 980 km                    |
| Triebwerke            | 1 × Rotax 912 U mit 75 kW |